# Australsecodes ater
Australsecodes ater är en stekelart som beskrevs av Girault 1935. Australsecodes ater ingår i släktet Australsecodes och familjen finglanssteklar. Inga underarter finns listade.